# Staatspokal von Sergipe
Der Staatspokal von Sergipe (offiziell Copa Governo do Estado de Sergipe) war der Fußballverbandspokal des Bundesstaates Sergipe in Brasilien. Er wurde mit Unterbrechungen von 2003 bis 2014 vom Landesverband der Federação Sergipana de Futebol (FSF) ausgerichtet.
Der Wettbewerb wurde in seiner Zeit auch unter Namen durchgeführt, so waren die weiteren Bezeichnungen Copa Governardor João Alves Filho oder auch Copa Governador do Estado. Ab dem Turnier 2007 qualifizierte sich der Sieger für die Teilnahme am Copa do Brasil im Folgejahr.

## Pokalhistorie

### Gewinner nach Jahren
| Saison | Pokalsieger     | Ergebnis                       | Finalist        | Teilnehmer |
| ------ | --------------- | ------------------------------ | --------------- | ---------- |
| 2003   | AD Confiança    | 1:1 2:1                        | CS Sergipe      | 4          |
| 2005   | AD Confiança    | 2:2 2:0                        | CS Sergipe      | 6          |
| 2006   | AO Itabaiana    | 2:1 4:0                        | AA Guarany      | 6          |
| 2007   | AO Itabaiana    | Entscheidung über Gruppenphase | AD Confiança    | 6          |
| 2008   | AD Confiança    | Entscheidung über Gruppenphase | AO Itabaiana    | 6          |
| 2009   | São Domingos FC | 0:0 (6:5 i. E.)                | CS Sergipe      | 4          |
| 2010   | São Domingos FC | 1:1 (2:0 i. E.)                | América FC (SE) | 4          |
| 2012   | AD Confiança    | 2:1 2:0                        | CS Sergipe      | 4          |
| 2013   | CS Sergipe      | 1:0 1:1                        | SE River Plate  | 8          |
| 2014   | Amadense EC     | 1:1 (2:0 i. E.)                | AO Itabaiana    | 7          |

### Statistik
| Klub            | Sieger                     | Zweiter                    |
| --------------- | -------------------------- | -------------------------- |
| AD Confiança    | 4 (2003, 2005, 2008, 2012) | 1 (2007)                   |
| AO Itabaiana    | 2 (2006, 2007)             | 2 (2008, 2014)             |
| São Domingos FC | 2 (2009, 2010)             |                            |
| CS Sergipe      | 1 (2013)                   | 4 (2003, 2005, 2009, 2012) |
| SE River Plate  |                            | 1 (2013)                   |
| América FC (SE) |                            | 1 (2010)                   |
| AA Guarany      |                            | 1 (2006)                   |